# Алексич, Данило
Данило Алексич (серб. Данило Алексић; род. 25 ноября 1992, Белград) — сербский футболист, защитник клуба «Прва Искра».

## Клубная карьера
Летом 2012 года стал игроком сербского клуба «Железник».
В феврале 2020 года перешёл в сербский клуб «Бачка». 28 апреля 2021 года в матче против клуба «Златибор» Чаетина дебютировал в чемпионете Сербии, выйдя на замену на 82-й минуте вместо Милоша Зличича.
2 марта 2023 года подписал контракт с клубом «Жетысу».

## Достижения
«Бачка»
- Бронзовый призёр Первой лиги Сербии: 2019/20

## Клубная статистика
| Игровая карьера | Игровая карьера | Игровая карьера | Лига | Лига | Кубок | Кубок | Межд. | Межд. | Др. | Др. |
| --------------- | --------------- | --------------- | ---- | ---- | ----- | ----- | ----- | ----- | --- | --- |
| 2018/19         | Жарково         | Б               | 28   | 2    | —     | —     | —     | —     | —   | —   |
| 2019/20         | Бачка           | Б               | 7    | 0    | —     | —     | —     | —     | —   | —   |
| 2020/21         | Бачка           | А               | 4    | 0    | —     | —     | —     | —     | —   | —   |
| 2023            | Жетысу          | А               | 3    | 0    | 1     | 0     | —     | —     | —   | —   |